# 152-мм гаубиця зразка 1943 року (Д-1)
152-мм гаубиця зразка 1943 (Д-1, індекс ГРАУ — 52-Г-536А) — радянська причіпна гаубиця періоду Другої світової війни.
Серійне виробництво тривало з 1943 по 1949 рік, була та досі перебуває на озброєнні армій багатьох країн світу, використовувалася практично у всіх значних війнах та збройних конфліктах середини та кінця XX століття.
Прийняття на озброєння в 1943 році мобільної і потужної гаубиці Д-1 підвищило можливості танкових і моторизованих частин Червоної армії з прориву заздалегідь і добре укріплених оборонних смуг і районів противника.

## Історія створення
У 1941 році через низку причин було припинено серійне виробництво 152-мм гаубиць зразка 1938 року (М-10). На думку відомого російського історика М. М. Свірина, серед них:
- дефіцит потужних тягачів, здатних ефективно здійснювати буксирування М-10;
- висока металоємність та складність у виробництві лафета;
- складність ремонту та обслуговування зброї;
- зайнятість заводів № 9 та № 172 мобілізаційними завданнями з масового виробництва інших гармат — гаубиць М-30 та гаубиць-гармат МЛ-20, втрата заводу № 352 ; в результаті М-10 стало ніде випускати.

Однією з причин припинення виробництва М-10 могло стати також скасування в 1941 корпусної ланки в РККА (більшість стрілецьких корпусів було розформовано в серпні — вересні 1941) і, як наслідок, корпусної артилерії. Крім того, 152-мм гаубиці були виключені з дивізійної артилерії. У наслідок цих рішень 152-мм гаубиці в 1942 в СРСР не виробляли; таким чином, радянські війська втратили мобільні, але потужні гармати, особливо необхідні в артилерії корпусної ланки. Однак того ж року в СРСР почали знову формувати стрілецькі корпуси, і, відповідно, корпусний рівень організаційно-штатної структури артилерії було запроваджено повторно. Для корпусної артилерії гаубиця-гармата МЛ-20 не підходила через велику масу (тобто низьку мобільність і досить високу вартість), а дивізійна 122-мм гаубиця М-30 — через недостатню вогневу міць.
Тому наприкінці 1942 року КБ радянського конструктора Ф. Ф. Петрова (ОКБ-9) почало в ініціативному порядку проєктувати нову 152-мм гаубицю, що є накладенням ствольної групи 152-мм гаубиці зразка 1938 року (М-10) на лафет 122-мм гаубиці зразка 1938 року (М-30). Для пом'якшення відбою менш масивний проти гаубиці М-10 лафет довелося оснастити двокамерним дульним гальмом. Такий підхід дозволив створити легку, але потужну гаубицю з використанням вже освоєних у виробництві складових, що було важливо за умов воєнного часу.
На початку 1943 року Ф. Ф. Петров повідомив народного комісара озброєнь Д. Ф. Устинова про новий проєкт. 13 квітня 1943 Д. Ф. Устинов повідомив Ф. Ф. Петрову про рішення Державного комітету оборони (ДКО) про поставку 5 примірників нової гаубиці до 1 травня 1943 для полігонних випробувань. 5 травня дві гаубиці надійшли на випробування, які були завершені вже за два дні.
7 травня за результатами випробувань було підписано звіт, у якому зброю, після усунення низки несуттєвих недоліків, рекомендували до прийняття на озброєння. Постановою ДКО від 8 серпня 1943 року зброю було прийнято під офіційним найменуванням «152-мм гаубиця зр. 1943 р.». Серійне виробництво було розпочато через півтора місяці.

## Виробництво
Серійний випуск гаубиць Д-1 розпочався наприкінці 1943 року. Їхнє виробництво велося виключно на заводі № 9 і тривало до 1949 року. Однак під час війни ця зброя не пішла у велику серію через крайню завантаженість заводу № 9 випуском 122-мм гаубиці М-30. Негативним наслідком цієї обставини для РСЧА став дефіцит потужних 152-мм гаубиць у корпусній артилерії.
| Виробництво Д-1  |      |      |      |      |      |      |      |       |
| Рік              | 1943 | 1944 | 1945 | 1946 | 1947 | 1948 | 1949 | Разом |
| Виготовлено, шт. | 84   | 258  | 715  | 1050 | 240  | 240  | 240  | 2827  |

## Опис конструкції

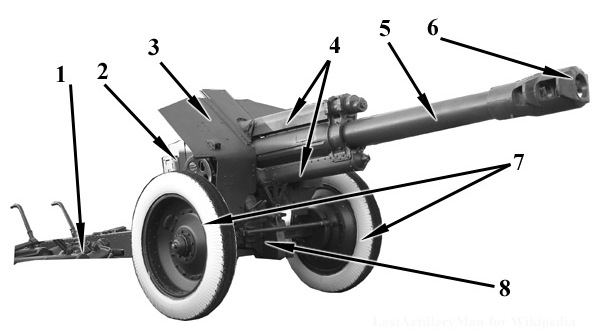
Устрій гаубиці Д-1: 1 — розсувні станини, 2 — казенник, 3 — щитове прикриття, 4 — противідкотні пристрої (відкатник і накатник), 5 — ствол, 6 — дульне гальмо, 7 — колісний хід, 8-підресорювання колісного ходу. Елементи 1, 7 і 8 складають лафет гармати; 2, 4, 5 і 6-ствольну групу.

Гаубиця Д-1 була дуже досконалою для свого часу зброєю. Ствол, майже ідентичний стволу гаубиці М-10, оснащувався двокамерним дульним гальмом ДТ-3. До основних конструктивних особливостей ствольної групи гаубиці Д-1 відносяться змінна довжина відкату, затвор поршневого типу, гідравлічне гальмо відкату та гідропневматичний накатник. Заряджання роздільне гільзове. Всього для зброї передбачалося 8 різних метальних зарядів.
Лафет зброї майже ідентичний із лафетом гаубиці М-30. Станини на гарматах перших серій були клепаними, потім їх почали зварювати. Гармати пізніх серій додатково оснащувалися котками для перекочування вручну. Всі гаубиці Д-1 комплектувалися сталевими колесами з гумовими пневматичними шинами, колісний хід мав підресорювання. Передка гармата не мала, транспортування здійснювалося виключно механічною тягою. Допустима швидкість перевезення зброї асфальтом або рівною ґрунтовою дорогою становила до 40 км/год, по бруківці — до 30 км/год, а по бездоріжжю — до 10 км/год. Для захисту розрахунку від куль і дрібних уламків гаубиця Д-1 мала щитове прикриття.

## Організаційно-штатна структура
Гаубиці Д-1 призначалися для озброєння корпусної артилерії та частин резерву Верховного Головного Командування (РВГК). Організаційно-штатна структура стрілецьких корпусів у 1944 році включала артилерійські полки п'ятибатарейного складу (20 гармат), до складу яких і входили гаубиці Д-1 поряд з іншими 152 — мм гаубицями, 152-мм гаубицями МЛ-20 122-мм гарматами А-19 та 107-мм гарматами зр. 1910/30 pp. У складі артилерії РВГК були гаубичні полки (48 гаубиць) та важкі гаубичні бригади (32 гаубиці). У свою чергу, полки та бригади могли об'єднуватися в артилерійські дивізії.

## Дослідні зразки на базі Д-1
За час виробництва конструкція зброї загалом значно не змінювалася. Однак на базі ствольної групи гаубиці Д-1 була спроба розробити її танковий варіант. Перехід Червоної армії до активних наступальних дій в середині 1943 року і велика потреба в мобільних засобах боротьби з ворожими укріпленнями несподівано реанімували концепцію «артилерійського» важкого танка КВ з потужною гаубицею замість штатної 76-мм гармати — фактично повернення до КВ-2. Ймовірно, причиною такого повороту подій було зняття з виробництва середніх штурмових гармат СУ-122 та застосування СУ-152 для протитанкових потреб. Головний конструктор заводу № 9 Ф. Ф. Петров швидко розробив танковий варіант гаубиці Д-1 шляхом встановлення її на монтування 85-мм танкової гармати Д-5. Такий «гібрид» двох артилерійських систем отримав спочатку «сумісний» індекс Д-1-5, який пізніше перетворився на офіційне позначення Д-15. Було виготовлено одну дослідну зброю Д-15, яку відправили танкобудівникам до Челябінська, але відомостей про його монтаж у башти танка КВ-85 немає. З іншого боку, вже в жовтні 1943 року очікувалися нові танки ІС-2, озброєні потужною 122-мм гарматою, і САУ ІСУ-152 на їх базі, тому потреба в спеціалізованому артилерійському танку відпала, проект установки Д-15 на шасі КВ був закритий.

## Оцінка проєкту
Гаубиця Д-1, як мінімум, не поступалася своїми характеристиками кращим світовим зразкам гармат такого класу. Вона цілком задовольняла вимогам РККА щодо мобільності, потужності та дальності стрілянини. Для порівняння, найбільш масова німецька 15-см важка польова гаубиця s.F.H.18 мала максимальну дальність стрільби 13325 м, перевищуючи Д-1 майже на кілометр; але одночасно була майже на 2 тонни важчою (похідна маса 5510 кг), що сильно обмежувало мобільність гаубиці.
Широке поширення Д-1 країнами світу та її служба в національних арміях до кінця 80-х років служать цьому достатнім підтвердженням.

## Номенклатура боєприпасів

Основні 152,4-мм гаубичні снаряди (для гаубиць М-10 і Д-1): 1 — осколково-фугасна сталева граната 53-ОФ-530, 2 — осколкова граната сталистого чавуну 53-О-530, 3 — бетонобійний снаряд Г-530

Д-1 могла стріляти всім асортиментом 152-мм гаубичних снарядів, за винятком мортирної фугасної гранати 53-Ф-521, стрільба якої з гаубиць М-10, Д-1 і гаубиці-гармати МЛ-20 була категорично заборонена.
При встановленні підривника осколково-фугасної гаубичної гранати ОФ-530 на осколкову дію її уламки розлітаються на площі 2100 м²: 70 м по фронту і до 30 м у глибину. Якщо підривник встановлений на фугасну дію, то при вибуху гранати у ґрунті середньої щільності утворюється вирва діаметром 3,5 м та глибиною близько 1,2 м.
Кумулятивний снаряд 53-БП-540 пробивав під кутом 90° — 250 мм, 60° — 220 мм, 30° — 120 мм; під час Другої Світової війни не застосовувався.
Бетонобійний снаряд 53-Г-530 з початковою швидкістю 457 м/с на першому заряді проникав у віддалену на 1 км залізобетонну стінку при попаданні по нормалі (остаточна швидкість 398 м/с) на 80 см і розривався всередині неї, забезпечуючи пробиття 11 см залізобетону.
Для стрільби з гаубиці передбачалося 8 видів метальних зарядів. Для осколкових, осколково-фугасних та бетонобійних снарядів призначалися 7 зарядів, що одержуються з повного заряду 54-Ж-536 послідовним видаленням рівноважних пучків пороху. Таким чином у порядку зменшення потужності виходили перший, другий, третій, четвертий, п'ятий і шостий заряди. Для стрілянини кумулятивним снарядом 53-БП-540 призначався спеціальний заряд.
До кінця 1950-х років з боєкомплекту гаубиці Д-1 було вилучено всі снаряди старих типів, і в ньому залишилися тільки осколкова граната 53-О-530, осколково-фугасна граната 53-ОФ-530, кумулятивний снаряд 5 бетонобійні снаряди 53-Г-530 та 53-Г-530Ш.
| Номенклатура боєприпасів |                |               |                  |                |                   |                                  |                                    |
| Індекс пострілу          | Індекс снаряда | Індекс заряду | Маса снаряда, кг | Маса ВР/ОР, кг | Маса пострілу, кг | Початкова швидкість снаряда, м/с | Максимальна дальність стрільби, км |
| Кумулятивні              |                |               |                  |                |                   |                                  |                                    |
| 3ВБП1                    | 53-БП-540      | 4Ж5           | 27,67            | 5,6            | 36                | 560                              | 3                                  |
| Бронебійні               |                |               |                  |                |                   |                                  |                                    |
| 53-ВФ-536М               | А3-ПБ-35       | 54-Ж-536М     | 51,07            | 3,15           |                   | 432                              | 5                                  |
| Бетонобійні              |                |               |                  |                |                   |                                  |                                    |
| 53-ВГ-534                | 53-Г-530       | 54-Ж-534      | 40               | 5,1            |                   | 405                              | 10,14                              |
| 53-ВГ-536                | 53-Г-530       | 54-Ж-536      | 40               | 5,1            | 48                | 457                              | 11,2                               |
| 53-ВГ-536                | 53-Г-530Ш      | 54-Ж-536/4Ж13 | 40               | 4,9            | 48                | 508                              | 12,33                              |
| Осколкові                |                |               |                  |                |                   |                                  |                                    |
| 53-ВО-534А               | 53-О-530А      | 54-Ж-534      | 40               | 5,31           |                   | 405                              | 10,14                              |
| 53-ВО-536А               | 53-О-530А      | 54-Ж-536/4Ж13 | 40               | 5,31           | 48                | 508                              | 12,39                              |
| Осколково-фугасні        |                |               |                  |                |                   |                                  |                                    |
| 53-ВОФ-534               | 53-ОФ-530      | 54-Ж-534      | 40               | 5,83           |                   | 405                              | 10,14                              |
| 53-ВОФ-536               | 53-ОФ-530      | 54-Ж-536/4Ж13 | 40               | 5,83           | 48                | 508                              | 12,39                              |
| 53-ВОФ-536Р              | 53-ОФ-530Р     | 54-Ж-536/4Ж13 | 40               | 5,43           | 48                | 508                              | 12,39                              |
| 3ВОФ13                   | 3ОФ9           | 4Ж13          | 40               | 5,43           | 48                | 508                              | 12,39                              |
| 3ВОФ101                  | 3ОФ66          |               | 40,85            | 7,8            |                   |                                  | 13,7                               |
| Фугасні                  |                |               |                  |                |                   |                                  |                                    |
|                          | 53-Ф-531       |               | 44,91            | 5,7            |                   |                                  |                                    |
| 53-ВФ-534                | 53-Ф-533       | 54-Ж-534      | 40,41            | 8,0            |                   |                                  |                                    |
| 53-ВФ-534К               | 53-Ф-533К      | 54-Ж-534      | 40,68            | 7,3            |                   |                                  |                                    |
| 53-ВФ-534Н               | 53-Ф-533Н      | 54-Ж-534      | 41               | 7,3            |                   |                                  |                                    |
| 53-ВФ-534У               | 53-Ф-533У      | 54-Ж-534      | 40,8             | 8,8            |                   |                                  |                                    |
| 53-ВФ-534Ф               | 53-Ф-533Ф      | 54-Ж-534      | 41,1             | 3,9            |                   |                                  |                                    |
| Шрапнельні               |                |               |                  |                |                   |                                  |                                    |
| 53-ВШ-534                | 53-Ш-501       | 54-Ж-534      | 41,16/41,83      | 0,5            |                   |                                  |                                    |
| 53-ВШ-534Т               | 53-Ш-501Т      | 54-Ж-534      | 41,16            | 0,5            |                   |                                  |                                    |
| Освітлювальні            |                |               |                  |                |                   |                                  |                                    |
| 3ВС4                     | 3С1            | 4Ж13          | 40,2             | —              | 48,7              | 654                              |                                    |
| Хімічні                  |                |               |                  |                |                   |                                  |                                    |
|                          | 53-ХС-530      | 54-Ж-536/4Ж13 | 38,8             |                |                   | 508                              | 12,39                              |
|                          | 53-ХС-530Д     |               | 42,5             | 5,4            |                   |                                  |                                    |
|                          | 53-ХН-530      | 54-Ж-536/4Ж13 | 39,1             |                |                   | 508                              | 12,39                              |
|                          | 3Х3            |               | 40               | 2,873          |                   |                                  |                                    |
|                          | 3Х3-35         |               | 40               | 2,82           |                   |                                  |                                    |

## Бойове застосування

### Друга світова війна

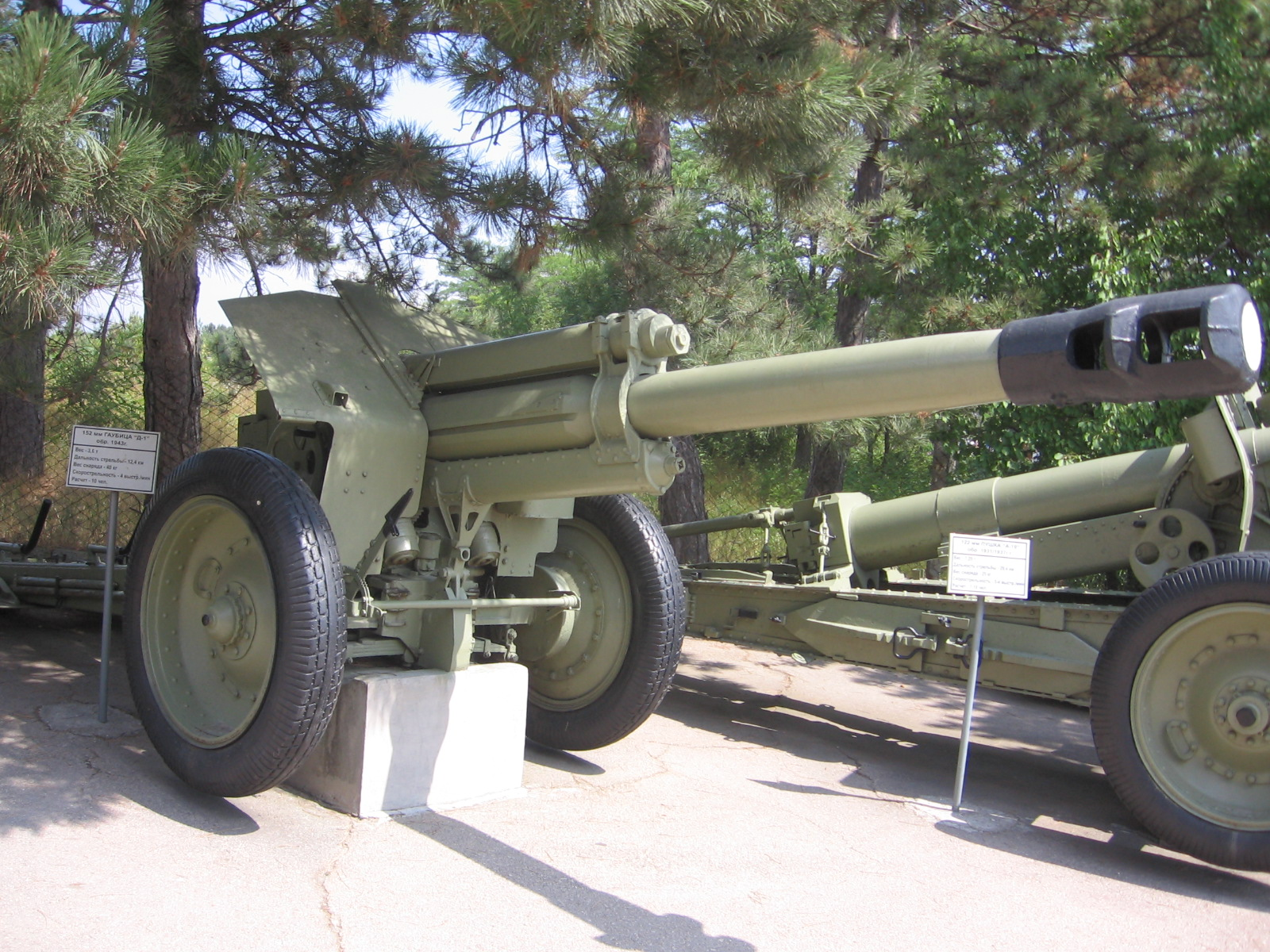
Д-1 у Музеї на Сапун-горі, Севастополь

Гаубиці Д-1 активно використовувалися на завершальному етапі війни у 1944—1945 роках. Зброя використовувалося для стрільби з закритих позицій по окопаній та відкрито розташованій живій силі противника, його фортифікаціях і загородженнях, для контрбатарейної боротьби та знищення важливих об'єктів у ближньому ворожому тилу. Для ураження танків і самохідок противника при самообороні успішно використовувався бетонобійний снаряд. У артилеристів Д-1 здобула собі репутацію надійної та точної при стрільбі зброї.

### Російсько-українська війна
Ще у вересні 2022 року стало відомо про плани озброїти цими гаубицями так звані 1-й та 2-й армійські корпуси збройних сил росії, а в першій половині жовтня 2022 року в інтернеті було поширено відео перевезення гаубиці Д-1 російськими військовими на території тимчасово окупованої Луганської області.
З відкритих джерел відомо, що начебто військові підрозділи регулярної російської армії вирішили залишити собі гаубиці Д-20, які щойно надійшли на озброєння так званих підрозділів «НМ ЛДНР», а підрозділам колаборантів передати іще старіші й архаїчніші Д-1.
На початку листопада 2022 року російський пропагандист поширив репортаж про використання цих гаубиць російськими військовими, проте жодних подробиць про реальний технічний стан, співвідношення характеристик з сучасними зразками артилерійського озброєння чи про досвід застосування у сучасних умовах повідомлено не було.
За словами американського військового аналітика Девіда Акса, РФ використовувала під час вторгнення в Україну гаубиці Д-1. Використання Д-1 російською стороною задокументовано у жовтні 2023 року у боях під Авдіївкою.

## Оператори
Гаубиця Д-1 продавалася чи передавалася у велику кількість країн світу. Вона досі стоїть на озброєнні армій деяких країн СНД, а також збройних сил Китаю, Афганістану, Іраку, Угорщини, Мозамбіку, Сирії, В'єтнаму, Куби, Албанії та інших держав. Ще ширшим було поширення цієї гаубиці в недавньому минулому, коли вона була на озброєнні держав-учасниць організації Варшавського договору, наприклад Польщі. Зброя використовувалася в бойових діях в арабо-ізраїльських війнах, а також у конфліктах на території колишнього СРСР, зокрема з літа 2022 року ця гаубиця використовується російськими терористами «ДНР» та «ЛНР» у війні проти України під час повномасштабного російського вторгнення.

### Поточні
- Вірменія — 2 одиниці Д-1 на озброєнні, станом на 2025 рік[22].
- Киргизстан — 16 одиниць Д-1 на озброєнні, станом на 2025 рік[23].
- КНР — 1700 одиниць Тип 54 (китайська копія Д-1) на озброєнні, станом на 2025 рік[24].
- Куба — деяка кількість Д-1 на озброєнні, станом на 2025 рік[25].
- Мозамбік — 12 одиниць Д-1 на озброєнні, станом на 2025 рік[26].
- Росія — 20+ одиниць Д-1 на озброєнні та 500 одиниць на зберіганні, станом на 2025 рік[27].
- Руанда — 29 одиниць Тип 54 (китайська копія Д-1), позначені як небоєздатні, станом на 2025 рік[28].
- Туркменістан — 17 одиниць Д-1 на озброєнні, станом на 2025 рік[29].

### Колишні
- СРСР
- Білорусь
- Афганістан
- Північна Корея

## Де можна побачити
Зважаючи на невелику кількість випущених гармат і менш частих їх захоплень противником, гаубиці Д-1 зустрічаються в експозиції військових музеїв дещо рідше, ніж інші типи гармат. Гаубицю можна бачити в Москві в Центральному музеї Збройних Сил, перед головним входом до музею. У Севастополі — у Музеї героїчної оборони та визволення Севастополя на Сапун-горі, у Києві — у Національному музеї історії України у Другій світовій війні, у Тольятті — у Технічному музеї.

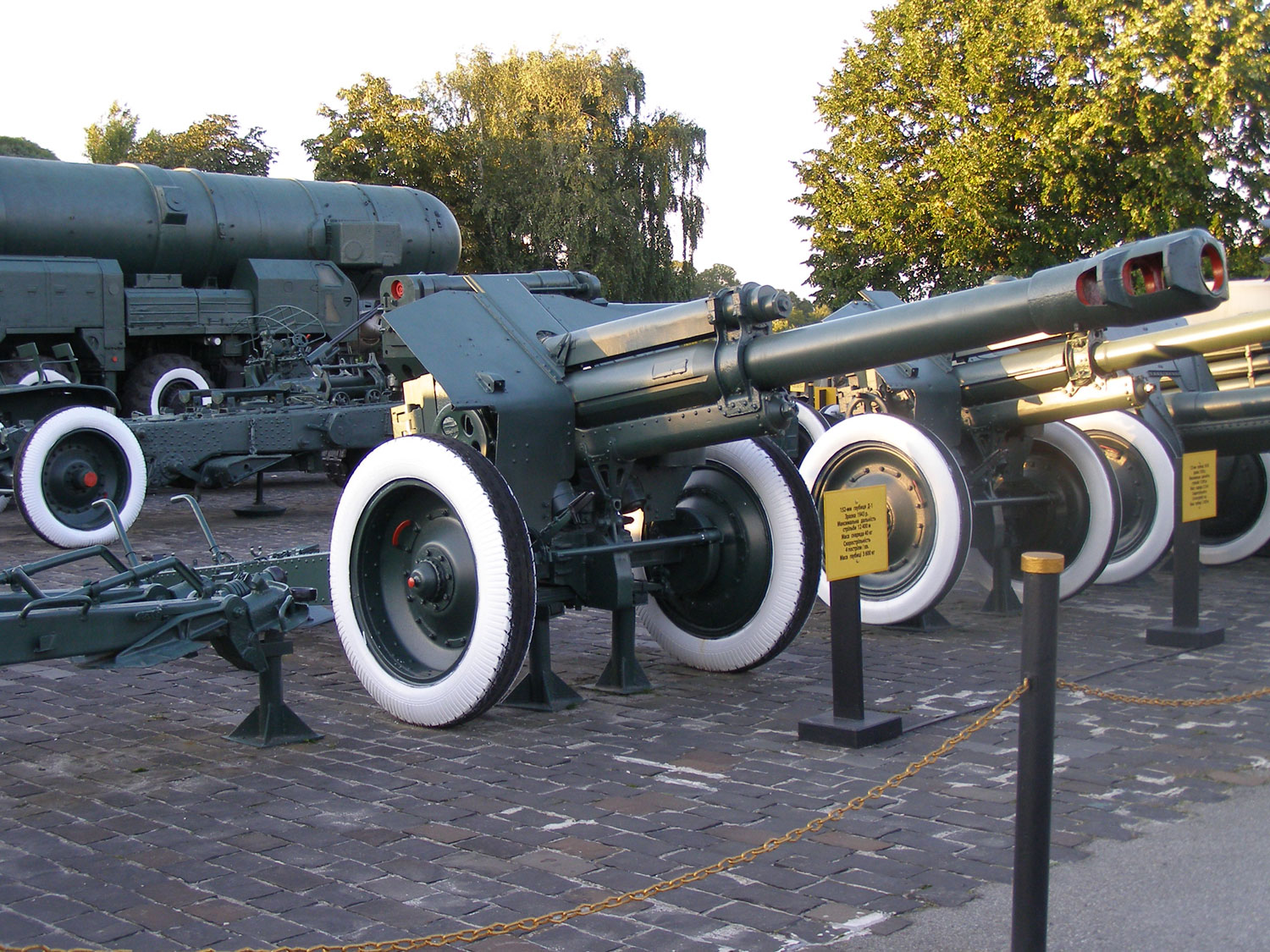
Д-1 в Національному музеї історії України у Другій світовій війні, Київ
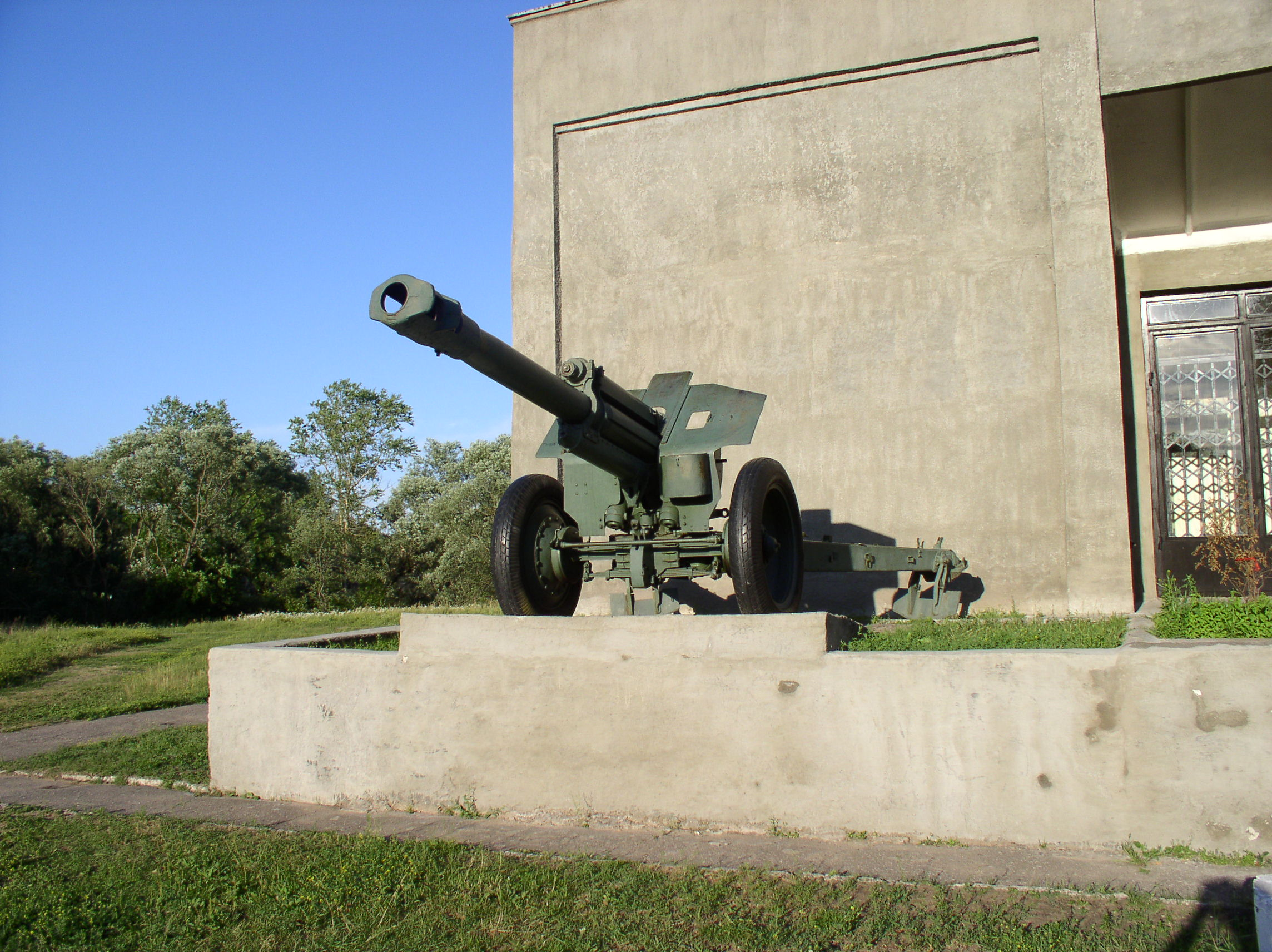
Меморіальна гаубиця Д-1 у Полоцьку, Білорусь
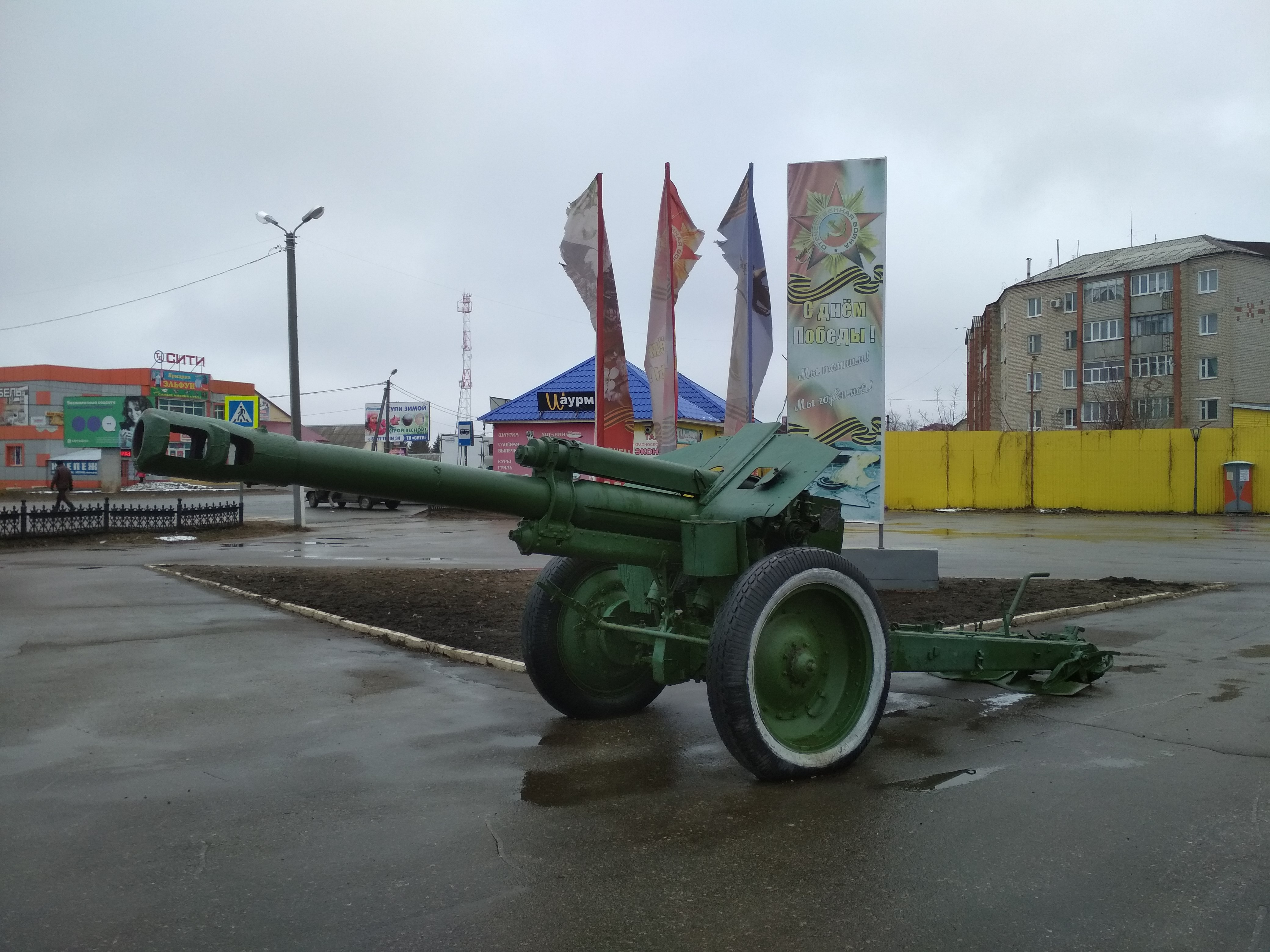
Д-1 біля пам'ятника воїнам загиблим у Другій світовій війні 1941—1945 років. Місто Краснослобідськ, Мордовія
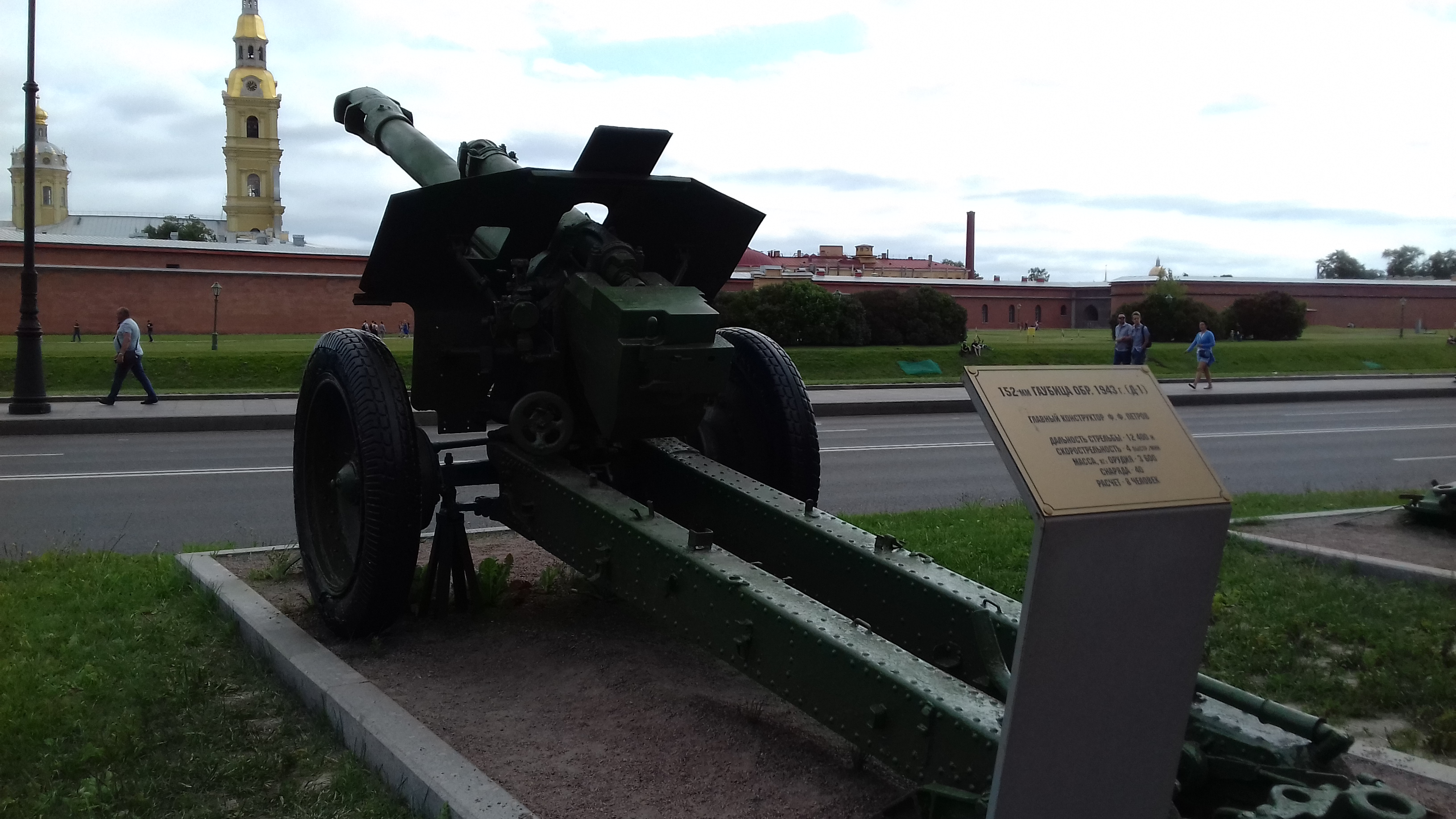
Д-1 у Музеї артилерії м. Санкт-Петербург
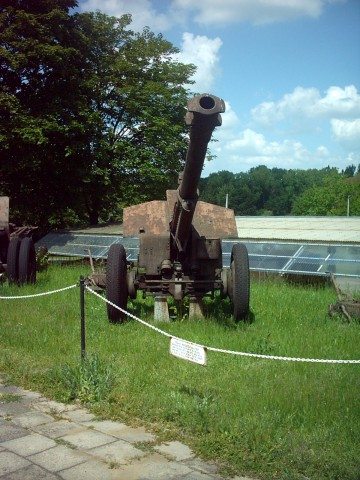
152-мм гаубиця зр. 1943 року Д-1 у Познанській цитаделі, Польща